# 伊利諾伊鎮區 (堪薩斯州尼馬哈縣)
伊利諾伊鎮區（英語：Illinois Township）為美國堪薩斯州尼馬哈縣轄下的鎮區。2010年美国人口普查中此鎮區人口有450人。

## 地理
伊利諾伊鎮區涵蓋總面積為92.8平方（35.83平方英里），其中陸地面積為92.7平方（35.78平方英里），水域面積為0.13平方（0.05平方英里）或0.14%。海拔高度405（1,329英尺）。

## 人口統計
根據2010年美國人口普查，伊利諾伊鎮區人口有450人，其中男性有225人，女性有225人，人口密度為每平方公里4.85人，住房計170戶。鎮區內的白人有442人，非裔美國人有0人，美洲原住民有0人，亞裔美國人有4人，太平洋島裔美國人有0人，其他種族有2人，混血種族則有2人。此外鎮區內有2人為西班牙裔或拉丁裔美國人。此鎮區之年齡中位數為39.4歲，而男性年齡中位數為38.3歲，女性年齡中位數為40.1歲。

## 交通

### 主要公路
- 9號堪薩斯州州道
- 63號堪薩斯州州道
- 187號堪薩斯州州道